# Наш край (партия)
«Наш край» — украинская политическая партия, зарегистрированная 23 августа 2011 года, под названием «Блоковая партия». В 2014 году была переименована в «Наш край». На местных выборах 2015 года, партия заняла третью позицию, получив 156 мест на должностях глав городов, посёлков и 4375 депутатских мандатов.

## История

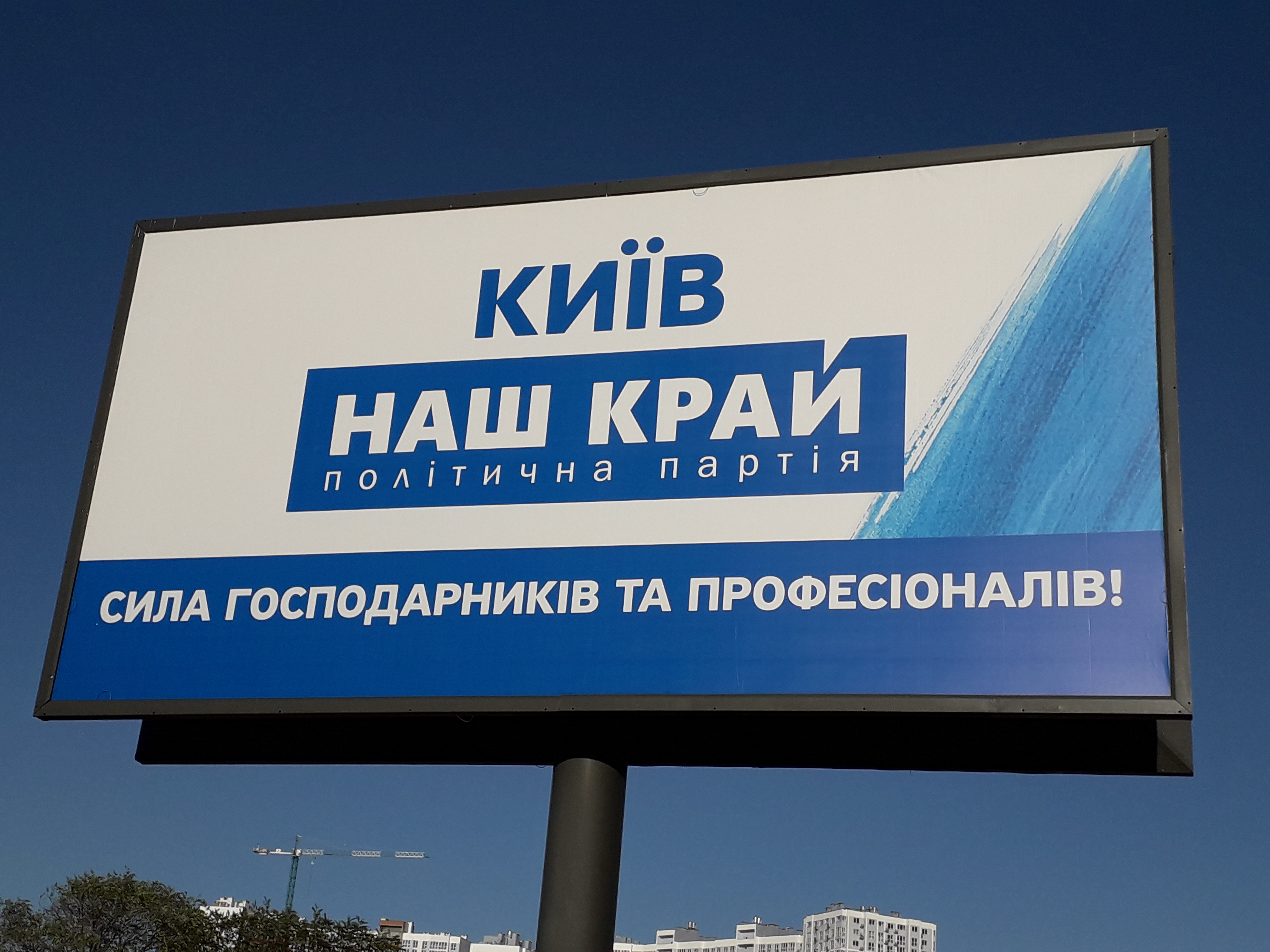
Рекламный щит партии «Наш край» в Киеве, 2020 год

Партия была создана в 2011 году народным депутатом от Одесской области Антоном Киссе. Её первоначальным названием было «Блоковая партия».
29 июля 2015 года партию под названием «Наш край» презентовали на общенациональном уровне как новую политическую силу местных лидеров и хозяйственников, которые не желают принимать участие в политических играх и интригах. Идеологи партии утверждали, что их объединила необходимость защиты своих земляков и обеспечения развития родного края. Сами политики из «Нашего края» называют её «партией прагматиков, которые выступают за здоровый региональный эгоизм».
Одним из первых на Украине и первым среди народных депутатов 15 марта 2020 заболел COVID-19 один из лидеров партии Сергей Шахов. 21 марта он был госпитализирован с пневмонией в Александровской больнице. А уже 2 апреля он выздоровел и был выписан из больницы, добавив: «Я переболел коронавирусом, лежал в государственной больнице, меня лечили украинские врачи».

### 2022 год
С первых дней вторжения России на Украину, «Наш край» занял проукраинскую позицию. Несмотря на заявления лидеров партии, ряд её членов на местах пошли на сотрудничество с военнослужащими ВС РФ и возглавляли оккупационные администрации России или открыто заявляли о поддержке действий российских властей.
В июне 2022 года руководители партии «Наш край» были задержаны СБУ за попытку продажи мест в избирательном списке.
29 июня 2024 года партия была запрещена судом, признавшим партию причастной к подрывной деятельности против Украины, несколько её членов стали работать в российских оккупационных администрациях.

## Руководство
Политическая сила управляется коллегиально: у неё три сопредседателя: Александр Мазурчак, Антон Киссе, Сергей Шахов.

## Идеология
При создании партия ориентировалась на электорат «Партии регионов», а также на региональные элиты и представителей местного самоуправления, мэров крупных городов. Неофициально «Наш край» называли «партией мэров», в частности в её состав вошло 60 действующих градоправителей, а также исполняющие обязанности городских глав.
Публичный имидж партии имеет три составляющие: команда проверенных опытом специалистов, в первую очередь локальных управленцев; незаинтересованность в политических играх и идеологических спорах; ядро партии — региональные ячейки, сосредоточены на развитии своих «малых родин». Наш Край пытается обходить острые вопросы и позиционировать себя как партию умеренных взглядов.
Депутатские группы «Наш край» созданы в ряде городских советов.

## Участие в выборах
Партия активизировалась перед местными выборами 25 октября 2015 года, в преддверии которых стала одним из лидеров в агитационной кампании. Финансированием занимались сами градоначальники, впрочем в партии были и крупные предприниматели.

#### Местные выборы 2015 года

Число депутатов от Нашего Края в областных советах

По количеству депутатов в местных органах власти по результатам выборов «Наш Край» занял третье место (10,14 % от всех), опередили его только БПП и «Батькивщина» (20 и 18 % соответственно). Победу одержали 4640 депутатов от «Нашего края». Партия стала одним из лидеров по числу избранных депутатов по результатам выборов в местные советы. По данным общественной организации «Комитет избирателей Украины», «Наш край» стала самой результативной партией по итогам местных выборов 2015 года. 32,3 % депутатов были избраны из числа зарегистрированных кандидатов.
Украинская общественная организация «Институт массовой информации» обнародовал данные, что деятели партии «Наш край» — оказались лидерами по заказам нативной рекламы во время предвыборной кампании в 2015 году. В 2020 году партия "мэров несколько сбавила темп, тем не менее считается и сегодня одним из самых крупных заказчиков политической рекламы в стране.
Результаты выборов в областной совет Волынской области
| Наш край              | 21305 | 6.25 | 4  |
| Всего (явка %)        |       | —    | 64 |
| Источник: ЦИК Украины |       |      |    |

Результаты выборов в областной совет Запорожской области
| Наш край              | 61822 | 11.90 | 10 |
| Всего (явка %)        |       | —     | 84 |
| Источник: ЦИК Украины |       |       |    |

Результаты выборов в областной совет Киевской области
| Наш край              | 51042 | 8.33 | 7  |
| Всего (явка %)        |       | —    | 84 |
| Источник: ЦИК Украины |       |      |    |

Результаты выборов в областной совет Кировоградской области
| Наш край              | 17370 | 6.25 | 4  |
| Всего (явка %)        |       | —    | 64 |
| Источник: ЦИК Украины |       |      |    |

Результаты выборов в областной совет Николаевской области
| Наш край              | 42307 | 15.63 | 10 |
| Всего (явка %)        |       | —     | 84 |
| Источник: ЦИК Украины |       |       |    |

Результаты выборов в областной совет Одесской области
| Наш край              | 52854 | 9.52 | 8  |
| Всего (явка %)        |       | —    | 84 |
| Источник: ЦИК Украины |       |      |    |

Результаты выборов в областной совет Харьковской области
| Наш край              | 72359 | 9.17 | 11  |
| Всего (явка %)        |       | —    | 120 |
| Источник: ЦИК Украины |       |      |     |

Результаты выборов в областной совет Херсонской области
| Наш край              | 26710 | 10.94 | 7  |
| Всего (явка %)        |       | —     | 64 |
| Источник: ЦИК Украины |       |       |    |

Результаты выборов в областной совет Черниговской области
| Наш край              | 59365  | 17.19 | 11 |
| Всего (явка %)        | 395982 | —     | 64 |
| Источник: ЦИК Украины |        |       |    |

Результаты выборов в областной совет Черновицкой области
| Наш край              | 15890 | 6.25 | 4  |
| Всего (явка %)        |       | —    | 64 |
| Источник: ЦИК Украины |       |      |    |

По результатам выборов в ОТГ 2015—2019 годов партия вошла в первую пятёрку по количеству избранных депутатов. На сегодняшний день в местных советах разных уровней партию представляют 4375 депутатов.
На первых выборах во вновь объединённых территориальных общинах, которые состоялись в декабре 2016 года, депутатами от «Нашего края» стали 245 кандидатов. 11 декабря депутатами стали 89 представителей партии из 15 ОТГ. Леонид Душа стал мэром Батурина в Черниговской области, а Анатолий Малахатка стал председателем Малотокмачанского сельского совета в Запорожской области.
Партия получила 30 % голосов на Николаевщине и на Черниговщине (32 %), почти 20 % на местных выборах в Донецкой области.
На выборах в ОТГ 30 июня 2019 партия заняла второе место с 17,2 % мандатов. Депутатами стали 127 представителей партии в 25 территориальных общинах.
На местных выборах в 86 ОТГ (69 сельских, 16 поселковых, 1 городская), состоявшихся 22 декабря 2019, в 21 области Украины, а также в дополнительных местных выборах — в 33 ОТГ (20 сельских, 13 поселковых) в 17 областях Украины «Наш край» получила 61 мандат, что составляет 6,7 % от общего числа депутатов, избранных от партий, заняв третье место на выборах.
По результатам выборов в Подгородненский городской ОТГ Днепропетровской области, что состоялись 29 декабря 2019 года, партия набрала 15,05 % голосов, заняв второе место.

#### Промежуточные выборы в Верховную раду Украины 2016 года
В одномандатном избирательном округе № 114, в Луганской области, победил кандидат от партии «Наш край» Сергей Шахов с результатом 37,21 % (13 667 голосов).
Досрочные выборы в Верховную раду Украины 2019 года
На досрочных парламентских выборах летом 2019 года народными депутатами Верховной Рады Украины 9-го созыва стали четыре представителя партии: Антон Киссе, Валерий Давыденко, Сергей Шахов и Андрей Деркач.